# VGTRK
A Companhia Estatal de Transmissão de Radio e Televisão em Toda a Rússia (em russo: Bсероссийская государственная телевизионная и радиовещательная компания, transl. Vserossiyskaya gosudarstvennaya televizionnaya i radioveshchatelnaya kompaniya), mais conhecida pela sigla VGTRK (russo: ВГТРК), é uma empresa estatal de comunicação que é proprietária de várias estações de rádio e TV em todo o território russo. Esta empresa foi fundada em 1990 e é sediada em Moscou.